# 2624 км
2624 км — железнодорожный остановочный пункт (населённый пункт) в Любинском районе Омской области России. Входит в состав Алексеевского сельского поселения.

## География
Населённый пункт находится на юго-западе центральной части Омской области, в лесостепной зоне, в пределах Ишимской равнины, при остановочном пункте 2624 км Западно-Сибирской железной дороги, на расстоянии примерно 33 км (по прямой) к северо-западу от посёлка городского типа Любинский, административного центра района. Абсолютная высота — 116 м над уровнем моря.

### Часовой пояс
Железнодорожный остановочный пункт 2624 км, как и вся Омская область, находится в часовой зоне МСК+3. Смещение применяемого времени относительно UTC составляет +6:00.

## Население
| 2010 |
| ---- |
| 1    |

Гендерный состав
По данным Всероссийской переписи населения 2010 года, в гендерной структуре населения мужчины составляют 100,0 %.
Национальный состав
Согласно результатам переписи 2002 года, в национальной структуре населения русские составляли 100 %.

## Инфраструктура
Путевое хозяйство Западно-Сибирской железной дороги.